# Здание старой телефонной станции в Белграде
Здание старой телефонной станции в Белграде (серб. Зграда старе телефонске централе / Zgrada stare telefonske centrale находится на Косовской улице д. 47. Здание было построено про проекту Бранко Таназевича с целевым назначением под размещение телефонной станции, является первым сооружением такого рода в Сербии. Его строительство закончено в 1908 году. Четвёртый этаж надстроен после Первой мировой войны. Здание охраняется законом с 1981 года в качестве памятника культуры. Консервационные работы выполнены в 1988 году.

## Внешний вид
В пространственно-структурном отношении сооружение опирается на традиции академизма, оформление выполнено в сербско-византийском стиле. Функциональные основания с применение в основном несложной архитектурной композиции, и акцентом, сделанным на отделку угловой части здания с характерным куполом. Фасад асимметричен, с неглубоким ризалитом бо́льшей ширины в одной части сооружения и широкими оконными проемами, занимающими  бо́льшую часть фасадной стены. Пышная неглубокая рельефная декорация, почти не выходящая за поверхность фасада, составлена из стилизованных мотивов, принятых из наследия сербско-моравской школы (розетки, переплетающиеся извилистые элементы, геометрические мотивы, шахматные поля). Здание является не только удачным произведением сербско-византийского стиля в белградской архитектуре и важным авторским произведением одного из главных сторонников данного стиля, а также и представительным зданием специфического назначения, свидетельствующее о развитии телефонизации в Сербии начала XX века.
Знание было изображено на купюре достоинством 50 000 000 динаров образца 1993 года. Консерваторские (реставрационные) работы производились в 1988 году.

## Внешние ссылки
- Алфиревич, Джордже. Экспрессионизм в сербской архитектуре. Белград: Орионарт, 2016.
- Институт по охране памятников культуры Республики Сербии - Белград
- Институт по охране памятников культуры Республики Сербии - Белград/База недвижимых объектов культурного наследия
- Перечень памятников